# Öresundstraktaten

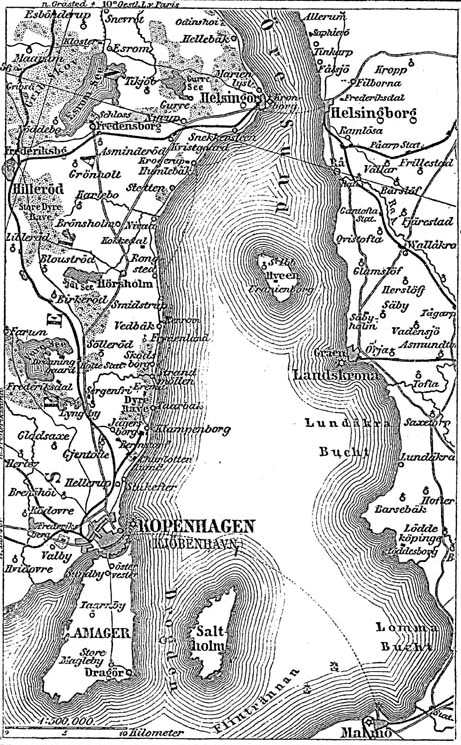
Karta över Öresund från 1888

Öresundstraktaten är en överenskommelse (med det officiella namnet Traité pour l'abolition des droits du Sund et des Belts) som slöts år 1857 om att Öresundstullen för passage genom Öresund inte längre skulle tas ut och att Danmark, som sedan 1429 hade tagit ut denna tull av passerande fartyg vid Helsingör, skulle erhålla kompensation från ett stort antal länder under en tjugoårsperiod.

## Historik

### Anor sedan 1400-talet
Öresundstullen, som funnits sedan 1429, hade genom åren inbringat stora belopp till den danska staten. Sverige hade sluppit betala tull sedan freden i Brömsebro 1645, men vid freden i Frederiksborg 1720 upphörde den svenska tullfriheten.
Ännu i början av 1800-talet var Öresundstullen allmänt accepterad. Vid freden i Kiel 1814, då Danmark stod på förloraren Napoleon I:s sida och fick lämna ifrån sig Norge till Sverige, skrevs det ändock in i fredsavtalet att Sverige skulle fortsätta betala tull till Danmark, trots att sundets östra strand var svensk sedan mer än 150 år. Den nya staten USA undertecknade ett handelstraktat med Danmark 1826, där man förpliktigade sig att betala tullen vid Öresund under 30 år.

### Tullen framstod som omodern
I mitten av 1800-talet började dock danskarnas uttagande av tull vid passage av Bälten och Öresund framstå som otidsenlig. Den nya tiden medförde krav på snabbare varutransporter och kommunikationer, men tullkontrollen i Öresund sinkade transporterna betydligt för de alltmer omfattande internationella skeppstransporterna. Tulltaxan, som upprättats år 1645 i anslutning till freden i Brömsebro, var ålderdomlig och tog inte upp nyare varor såsom t.ex. bomull, kaffe och kakao. 1841 fördes diplomatiska förhandlingar i Köpenhamn och London där 1645 års taxa försågs med kompletterande bestämmelser.
Stockholms grosshandlarsocietet och skeppsredare, liksom Sveriges riksdag, sände år 1851 in skrivelser till regeringen, där man klagade över de merkostnader och den tidsutdräkt som Öresundstullen medförde. Sverige inledde förhandlingar med Danmark, som dock endast medförde att svenskarna vid ett avtal 1852 fick tullfrihet för fartyg med ett tonnage som understeg 15 skeppsläster (drygt 36 ton).

### USA vägrade betala tull
År 1855 förklarade dock USA att de inte hade för avsikt att förnya handelstraktaten från 1826, som skulle upphöra i april 1856. Amerikanerna menade att de borde kunna segla in i Östersjön utan att erlägga tull. Denna inställning gjorde att Danmark valde att bjuda in intresserade länder till en konferens i Köpenhamn, som började i januari 1856. Deltagare var Danmark, Sverige-Norge, Storbritannien, Nederländerna, Belgien, Frankrike, Ryssland, Österrike, Bremen, Hamburg, Hannover, Lübeck, Mecklenburg-Schwerin, Oldenburg och Preussen. Syftet med konferensen var att avveckla Öresundstullen och komma överens om hur Danmark skulle kompenseras för inkomstförlusten.

### Traktaten undertecknades 1857
Danmarks regering lade fram ett avtalsförslag, men invändningar mot förslaget fördes fram, främst av Storbritannien. Först den 14 mars 1857 kunde traktaten undertecknas. Överenskommelsen innebar att tullarna i Öresund och Bälten avskaffades och Danmark kompenserades med knappt 30,5 miljoner riksdaler danskt riksmynt. De olika länderna skulle bidra till ersättningen i förhållande till sin export och import till Östersjön. Tullfriheten inträdde den 1 april 1857. 
På Sverige ankom att betala knappt 1,6 miljoner riksdaler danskt riksmynt, men från denna summa drogs den summa som danskarna, enligt en konvention från 1840, betalade till Sverige för underhåll av fyrarna på den svenska sidan av sundet. Sverige fick därför betala 1 279 196 riksdaler danskt riksmynt, vilket motsvarade 2 558 392 svenska riksdaler. I 2009 års penningvärde motsvarar detta belopp drygt 128 miljoner kronor. Betalningarna ägde rum under 20 år med avbetalningar halvårsvis. Ränta tillkom också på den del av beloppet som ännu inte betalats.
En liknande överenskommelse, som undertecknades i Washington, D.C. senare samma år, träffades mellan Danmark och USA. Överenskommelsen gav även amerikanska skepp fri passage mot en engångssumma på 393 miljoner dollar.

### Betydelse för dagens Öresund
Enligt traktaten skall Bälten och Öresund passeras i enlighet med traditionella regler för oskadlig genomfart, med vilket avses att så länge fartyg som ägs av främmande stater, såväl civila som militära, inte beter sig fientligt eller på något sätt som kan uppfattas som hotfullt, sker passagen i enlighet med internationell rätt. Denna del av Öresundstraktaten anses fortfarande vara av vikt för det säkerhetspolitiska läget i Östersjöområdet. Det har också påpekats att traktatens text om fri passage för alla vänligt sinnade fartyg innebär stora svårigheter för svenska och danska myndigheter att förebygga fartygsolyckor i det kraftigt trafikerade sundet.